# Lemniscate de Gerono

La lemniscate de Gerono pour a = 1

La lemniscate de Gerono est une courbe plane, qui a été étudiée par Grégoire de Saint-Vincent en 1647 puis par Gabriel Cramer en 1750.

## Équations
Paramétrisation cartésienne :  {\displaystyle {\begin{cases}x=a\,\sin t\\y=a\,\sin t\,\cos t\end{cases}}\quad (\cos t=\tan \theta ),}  où {\displaystyle \theta } désigne l'angle polaire.

Équation algébrique :  {\displaystyle x^{4}=a^{2}\,(x^{2}-y^{2})}   ou   {\displaystyle a\,y=\pm x\,{\sqrt {a^{2}-x^{2}}}.}

Équation polaire :  {\displaystyle \rho ^{2}=a^{2}\,{\frac {\cos 2\theta }{\cos ^{4}\theta }},}  où  {\displaystyle \rho }  désigne la distance radiale.
La longueur de la courbe vaut
{\displaystyle s=\left[4{\sqrt[{4}]{2}}\left(E(k)-K(k)\right)+{\frac {(3+2{\sqrt {2}}){\sqrt[{4}]{8}}}{2}}\Pi \left({\frac {4-3{\sqrt {2}}}{8}},k\right)\right]a}
où K, E et Π désignent respectivement les intégrales elliptiques complètes de 1re, 2e et 3e espèce, pour {\textstyle k={\frac {\sqrt {2+4{\sqrt {2}}}}{4}}.}
Son aire totale est de  {\displaystyle {\frac {4}{3}}a^{2}.}
La lemniscate de Gerono est un cas particulier de besace.